# Cratere Lineta
Lineta  è un cratere sulla superficie di Venere.